# Charles-Urbain de Chanclos de Rets de Brisuila
Charles Urbain de Chanclos de Rets (de) Brisuila, seigneur de Lesve, né à Namur en octobre 1686 et mort à Bruxelles le 19 février 1761, est une personnalité militaire des Pays-Bas autrichiens. Né jonkheer, il reçoit le titre de comte pour ses services rendus à l'Autriche en tant que commandant de la ville d'Ostende, de Luxembourg puis en tant que chef d'état-major des troupes des Pays-Bas autrichiens.

## Biographie

### Famille
Le Jonkheer Chanclos est né dans la noble famille Chanclos de Rets, résidant dans le comté autrichien de Namur. La famille avait quitté le Languedoc pour les Pays-Bas espagnols un siècle auparavant. Son père, écuyer Denis-François-Urbain de Retz de Brisuila de Chanclos, était général aux Pays-Bas autrichiens et commandant d'Audenarde. La famille a compté parmi ses membres des administrateurs dans les États de Namur.

### Début de la carrière militaire
Chanclos atteint le grade de colonel dans l'armée autrichienne en 1726. En 1734, il est général. En 1738, il devient commandant de la forteresse et de la ville d'Ostende, qu'il restera toute sa vie. Au début, il ne reste pas à Ostende, car il part en campagne militaire en Hongrie et sur le Rhin, en compagnie du jeune gouverneur Charles de Lorraine. Chanclos travaille également comme chambellan de François II, grand-duc de Toscane, à partir de 1738. À partir de 1740, il commande la ville de Luxembourg, en plus d'Ostende. La même année 1740, il reçoit le titre de comte de l'impératrice Marie-Thérèse, en raison de ses services militaires pour la maison de Habsbourg. La lettre de noblesse mentionne le fait que Chanclos a rejoint l'armée dès son plus jeune âge.

### Siège d'Ostende (1745)

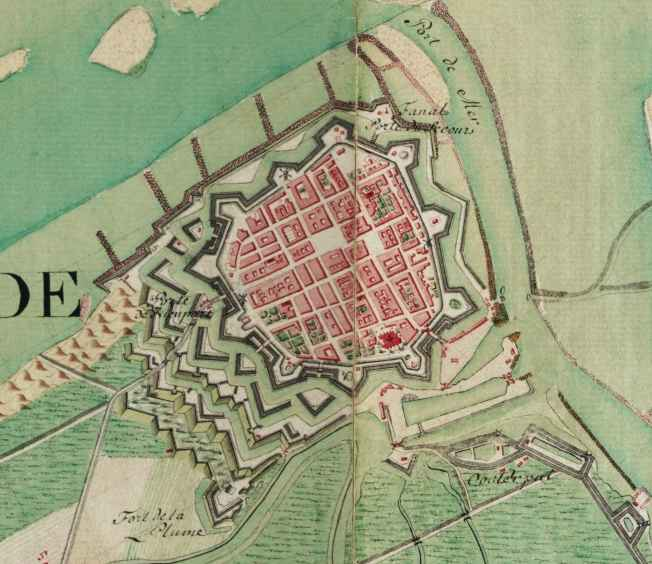
Le fort d'Ostende, sur la carte de Ferraris

Après 1740, Chanclos retourne à Ostende. Il trouve la forteresse d'Ostende en piteux état. Ostende faisait partie des Villes-Barrières et abritait donc des troupes anglaises et, dans une moindre mesure, des troupes de la République des Provinces-Unies. Les soldats anglais se sont plaints au maréchal de Königsegg, le commandant en chef autrichien, qu'il y avait plus d'artilleurs que de canons. En 1745, les Français ouvrent un nouveau front dans la Guerre de Succession d'Autriche. Les troupes du maréchal Maurice de Saxe envahissent les Pays-Bas autrichiens (1745-1748) et se dirigent vers la République des Provinces-Unies.
Après la bataille de Fontenoy en mai 1745, les Français conquièrent rapidement Knokke, Gand et Bruges (juillet 1745) et assiègent Ostende. Après une courte et sanglante bataille, Chanclos signe la reddition de la forteresse d'Ostende le 23 août 1745, avec le comte Woldemar de Lowendal, commandant des assiégeants français, après quoi Chanclos quitte la ville.

### Chef d'état-major et fin de vie
La chute d'Ostende ne signifie pas la fin de la carrière du général Chanclos. En octobre 1745, il est promu commandant des troupes autrichiennes dans le sud des Pays-Bas. Il succède au maréchal de Königsegg, tombé en disgrâce. Par exemple, Chanclos avait des relations directes avec le commandant en chef français, le maréchal Maurice de Saxe. Un fait à noter est que le duché de Luxembourg était la seule province des Pays-Bas autrichiens non occupée par les Français. Malgré son statut de commandant, Chanclos ne séjourne pas à Luxembourg.
Après la paix d'Aix-la-Chapelle (1748), les Français ont quitté les Pays-Bas du Sud et la domination autrichienne est revenue. Chanclos reçut le haut grade militaire de maréchal, et avec cela, le poste de chef d'état-major des troupes austro-néerlandaises et devint chef d'état-major général à Bruxelles (1754). Il le resta jusqu'à sa mort en 1761.
Chanclos est mort à Bruxelles (1761), dans la paroisse de l'église Notre-Dame du Sablon. Son épouse Marie-Louise-Philippine du Bost d'Esch, grande maîtresse de la cour de Marie-Thérèse lui survécut de nombreuses années et mourut en 1785. Le couple eut 6 enfants : Marie-Léopoldine, Charlotte Françoise Jozef, Joséphine, Lamoral, qui fut tué en action en Bohême (1777), Thérèse et une fille de nom inconnu qui était au couvent. Le nom Chanclos de Rets s'est éteint avec cette génération.